# Kate Austen (Izgubljeni)
Katherine Anne "Kate" Austen je izmišljeni lik iz televizijske serije Izgubljeni koju je utjelovila kanadska glumica Evangeline Lilly. Još u scenarističkoj fazi serije, prije snimanja Pilot epizode, bilo je zamišljeno da lik Jacka Shepharda (Matthew Fox) umre u trenutku kada preživjeli pronađu pilotsku kabinu nakon čega bi Kate postala vođa skupine preživjelih i samim time glavni lik serije. Međutim, nakon što je odlučeno da će lik Jacka ipak ostati živ, Kate je postala drugi po važnosti lik u seriji. U originalnom opisu lika Kate navedeno je da se radi o nešto starijoj ženi koja se u momentu nesreće odvojila od svoga supruga koji je u tom trenutku otišao u stražnji dio aviona na zahod. Kasnije je ova ideja iskorištena za likove Rose Henderson (L. Scott Caldwell) i njezinog supruga Bernarda Nadlera (Sam Anderson). Lik Kate tijekom serije nalazi se u ljubavnom trokutu s Jackom i Sawyerom (Josh Holloway), a također se i poprilično zaštitnički ponaša prema Claire (Emilie de Ravin) i njezinom sinu Aaronu.